# ダリオ・カステッロ
ダリオ・カステッロ（Dario Castello、1630年没？）はバロック時代初期にヴェネツィアで活躍したイタリアの作曲家、器楽奏者。ヴェネツィア楽派後期に属し、器楽カンツォーナ形式のソナタ形式への発展に貢献した。

## 生涯
カステッロの生涯について伝える資料は一切伝わっていない。生年、没年ともに不明であるが、1630年の黒死病の流行の際に亡くなったのではないかとする説がある。少なくとも、この年以降に彼が作品を公表した記録はない。「ソナタ・コンチェルターテ」（Sonate Concertate）第1巻の1629年版のタイトルページには、彼の肩書きがCapo di Compagnia de Musichi d'Instrumenti da fiato in Venetia（ヴェネツィア管楽器音楽隊長）と記され、第2巻（1644年版）にはMusico Della Serenissima Signoria di Venetia in S.Marco, & Capo di Compagnia de Instrumenti（サン・マルコのヴェネツィアにおける最も高貴なる閣下の音楽家、また器楽隊長）と記されている。
彼は恐らく、クラウディオ・モンテヴェルディが楽長を勤めていたサン・マルコ寺院に関わっていたのだろう。 カステッロのスティーレ・コンチタート（stile concitato 興奮した様式の意、同音の激しい繰り返しなどの音型を用いる）の使用は、彼がモンテヴェルディの近くで影響を受ける立場にあったことを示唆している。
サン・マルコ寺院には、他にもカステッロ名の器楽奏者の記録があり、彼らはダリオ・カステッロの親族であるのかもしれない。

## 様式
カステッロの作品は、29作品残されている。いずれも独創的で、また演奏には高度な技術を要する。ポリフォニー様式に厳格に従う部分と、劇的なレチタティーヴォが通奏低音を伴って展開する部分が交互に現れるスタイルは、出版譜に記される「現代的様式」（"in stil moderno"）の文言にふさわしいものとなっている。ただし、高音部が旋律をなぞるのではなく装飾的に動くというような、伝統的なカンツォーナのテクニックも同時に用いている。当時としては比較的珍しいことに、カステッロはしばしば声部毎の楽器指定をしており、コルネット、ヴァイオリン、サックバット、ドゥルツィアンなどが指定されている。彼の作品は1650年代にも再版を重ねており、その影響のほどをうかがわせる。

## 作品
- 「現代的なソナタ・コンチェルターテ」第1巻、ヴェネツィア、1629年（Sonate Concertate in Stil Moderno, Libro I, Venice, 1629）
- 「現代的なソナタ・コンチェルターテ」第2巻、ヴェネツィア、1644年（Sonate Concertate in Stil Moderno, Libro II, Venice, 1644）
- モテット「エクスルターテ・デオ」1625年、1636年（Exultate Deo, motet (1625 and 1636)）

ソナタ全集の現代譜はUt Orpheus Edizioneより出版されている。

## おすすめの録音
- The Floating City, His Majesty's Sagbutts and Cornetts, Hyperion CDA67013.
- Viaggio Musicale, Il Giardino Armonico, Teldec 8573825362.